# Shlykovita
La shlykovita és un mineral de la classe dels silicats. Rep el nom en memòria del geòleg rus Valerii Georgievich Shlykov (1941–2007), especialista en estudis de raigs X de fil·losilicats, mineralogia de roques sedimentàries, litologia i pedologia.

## Característiques
La shlykovita és un silicat de fórmula química KCa[Si₄O₉(OH)](H₂O)₂·H₂O. Va ser aprovada com a espècie vàlida per l'Associació Mineralògica Internacional l'any 2008, sent publicada per primera vegada el 2010. Cristal·litza en el sistema monoclínic. La seva duresa a l'escala de Mohs es troba entre 2,5 i 3. És una espècie estretament lligada a la criptofil·lita i a la mountainita.

## Formació i jaciments
Va ser descoberta al mont Rasvumtxorr, dins, a mina que duu el mateix nom, al massís de Khibini (óblast de Múrmansk, Rússia), on es troba en cristalls aïllats i en intercreixements amb criptofil·lita, associada normalment a ilmenita, eudialita i feldespat. Aquest indret és l'únic a tot el planeta on ha estat descrita aquesta espècie mineral.